# Andrzej Kotkowski
Andrzej Kotkowski (Leopoli, 17 febbraio 1940 – Varsavia, 16 gennaio 2016) è stato un regista e sceneggiatore polacco.

## Biografia
Si è laureato presso la Facoltà di Giurisprudenza presso l'Università Jagellonica di Cracovia nel 1964. Nel 1968 si è laureato al Collegio di Produzione Film School di Łódź. Ha fatto il suo debutto nel 1973 con il film per la televisione "Tartaruga" basato sulla storia di Marek Nowakowski. Dopo racconto Spór, nel film collettivo e controverso "Immagini di vita", e il telefilm "Il gioco di tutti", ha realizzato nel 1980 il famoso film Olimpiada 40 e, un anno più tardi, il film "Anni tranquilli". Altri film importanti in termini di creatività sono "La vecchia casa padronale, ovvero l'indipendenza dei triangoli" basata sul dramma di Witkiewicz e il film premiato "Obywatel Piszczyk" con Jerzy Stuhr nel ruolo principale, che è una continuazione di "Fortuna da vendere" di Andrzej Munk. Fino al 1989 è stato il regista associato del Zespół Filmowy „X”, spesso stretto collaboratore di Andrzej Wajda. È stato autore di diverse serie televisive e il direttore della Accademia di Cinema e Televisione di Varsavia, dove ha tenuto lezioni di regia cinematografica. Nel 2010 ha lavorato come regista nella realizzazione del primo film polacco in 3D 1920 Battaglia di Varsavia.

## Filmografia parziale
- Olimpiada 40 (1980)